# 聖卡埃塔諾德奧迪韋拉斯

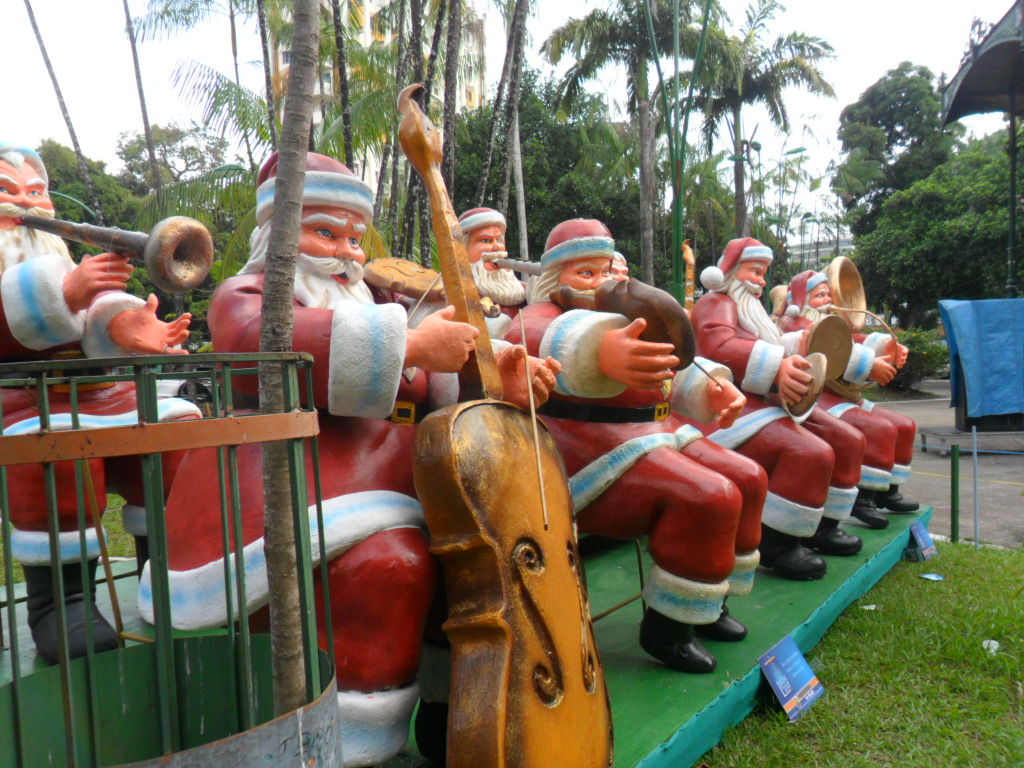
聖卡埃塔諾德奧迪韋拉斯

聖卡埃塔諾德奧迪韋拉斯（葡萄牙語：São Caetano de Odivelas），是巴西的城鎮，位於該國北部，由帕拉州負責管轄，面積743平方公里，海拔高度5米，2010年人口16,891，人口密度每平方公里22.72人。